# フランク・ロスト
フランク・ロスト（Frank Rost, 1973年6月30日 - ）は、ドイツ（旧東ドイツ・カール＝マルクス＝シュタット）出身の元同国代表サッカー選手、現サッカー指導者。現役時代のポジションはGK。

## 経歴

### 選手時代
旧東ドイツ3部リーグの1.FCマルククレーベルクでデビュー。ヴェルダー・ブレーメンに移籍すると1998-99シーズンにレギュラーに定着し、2001-02シーズンまでプレイ。2002-03シーズンにはシャルケ04に移籍。2006-07シーズンにはマヌエル・ノイアーの台頭により正GKの座を失うが、2007年1月にハンブルガーSVに移籍すると、すぐに守護神として定着。当時リーグ戦で最下位に沈むなど、苦しい状況にあったチームを救う働きを見せた。
2011年4月4日に2010-11シーズン限りで退団することがハンブルガーSVの公式サイトで発表され、アメリカ・メジャーリーグサッカーのニューヨーク・レッドブルズへの移籍した。しかしニューヨーク・レッドブルズでの出場は11試合に留まり1シーズン限りで退団、そのまま現役引退した。

### 引退後
2012年9月からハンブルガーSVの女子サッカー部門のコーチを務めたが、2013年限りで退任。同年6月19日にハンブルガーSVのハンドボール部門のマネージングディレクターに就任したが、2013-14シーズン開幕前の同年8月13日に解任された。

## 人物
両親はオリンピックでメダリストとなった元ハンドボール選手である。父のペーターは1980年のモスクワオリンピックで金メダルを獲得した。母のクリスティーナは1976年のモントリオールオリンピックで銀メダルを、1980年のモスクワオリンピックでは銅メダルを獲得した。

## タイトル
ブレーメン
- DFBポカール : 1993-94, 1998-99

シャルケ
- DFLリーガポカール : 2005

ハンブルガー
- エミレーツ・カップ : 2008

ニューヨーク・レッドブルズ
- エミレーツ・カップ : 2011